# 米尼翁 (阿拉巴馬州)
米尼翁（英語：Mignon）是一個位於美國阿拉巴馬州塔拉迪加縣的非建制地區和人口普查指定地區。根據2010年美國人口普查，該地人口為1284人，而該地的面積約為5.27平方千米。

## 地理
米尼翁的座標為33°10′58″N 86°15′52″W / 33.18278°N 86.26444°W，而該地最高點為海拔高度159米（即422英尺）。